# I fantastici viaggi di Ty e Uan
I fantastici viaggi di Ty e Uan è una serie televisiva d'animazione italiana andata in onda su Rai Uno nel 1980, utilizzata anche all'interno del programma 3,2,1... contatto!.
È stata trasmessa anche in Francia con il titolo Le voyage fantastique de Ty et Uan dal 10 settembre 1986 sulla rete Antenne 2 all'interno del programma Récré A2.
La siglaTy Uan  è cantata da Gli Atomi.

## Doppiatori
- Mario Laurentino: Narratore